# Episodi di I'm in the Band (prima stagione)
La prima stagione della sitcom I'm in the Band è stata trasmessa negli Stati Uniti dal 27 novembre 2009 su Disney XD.
In Italia la stagione va in onda dal 26 marzo 2010 su Disney XD; l'episodio Gli Iron Weasel vanno in crociera è andato in onda il 16 maggio 2011 contemporaneamente su Disney Channel e Disney XD. In chiaro va in onda dal 18 gennaio 2013 su Italia 1.
| nº | Titolo Originale           | Titolo Italiano                   | Prima TV USA     | Prima TV Italia   |
| -- | -------------------------- | --------------------------------- | ---------------- | ----------------- |
| 1  | Weasels in the House       | A cena con i Weasel               | 27 novembre 2009 | 26 marzo 2010     |
| 2  | I Wanna Punch Stuff        | L'ira di Ernestro                 | 18 gennaio 2010  | 12 aprile 2010    |
| 3  | Slap Goes the Weasel       | La sberla Weasel                  | 25 gennaio 2010  | 21 giugno 2010    |
| 4  | Annoying Arlene            | L'irritante Arlene                | 1º febbraio 2010 | 19 aprile 2010    |
| 5  | Got No Class               | Non c'è scuola                    | 8 febbraio 2010  | 26 aprile 2010    |
| 6  | Cat-Astrophe               | Gat-astrofe                       | 15 febbraio 2010 | 3 maggio 2010     |
| 7  | Flip of Doom               | Il salto della morte              | 22 febbraio 2010 | 10 maggio 2010    |
| 8  | Birthdazed                 | Doppio compleanno                 | 1º marzo 2010    | 17 maggio 2010    |
| 9  | Geezers Rock               | Matusa Rock                       | 8 marzo 2010     | 24 maggio 2010    |
| 10 | Spiders, Snakes and Clowns | Ragni, serpenti e clown           | 15 marzo 2010    | 31 maggio 2010    |
| 11 | Magic Tripp                | Giochi di prestigio               | 28 giugno 2010   | 20 settembre 2010 |
| 12 | What Happened?             | Cos'è successo?                   | 5 luglio 2010    | 27 settembre 2010 |
| 13 | Road Tripp                 | Finalmente in Tournée             | 12 luglio 2010   | 11 ottobre 2010   |
| 14 | Prank Week                 | La settimana della burla          | 19 luglio 2010   | 18 ottobre 2010   |
| 15 | Money Bags                 | Un sacco di Soldi                 | 26 luglio 2010   | 29 novembre 2010  |
| 16 | Bleed Guitarist            | Il ritorno di Bleed               | 23 agosto 2010   | 6 dicembre 2010   |
| 17 | Weasels on Deck            | Gli Iron Weasel vanno in crociera | 11 ottobre 2010  | 16 maggio 2011    |
| 18 | Izzy Gonna Sing?           | Izzy canterà?                     | 18 ottobre 2010  | 1º novembre 2010  |
| 19 | Weasels vs. Robots         | Iron Weasel contro Robot          | 25 ottobre 2010  | 13 dicembre 2010  |
| 20 | Happy Fun Metal Rock Time  | Felice divertimento               | 1º novembre 2010 | 15 novembre 2010  |
| 21 | Last Weasel Standing       | L'ultimo Weasel in piedi          | 8 novembre 2010  | 22 novembre 2010  |